# Liste in Deutschland verbotener islamistischer Organisationen
Die Liste in Deutschland verbotener islamistischer Organisationen enthält die vom Bundesminister des Innern und den Innenministerien der Bundesländer nach dem Vereinsgesetz verbotenen islamistischen Vereine.

## Bund
| Nr. | Organisation                                                                        | Verbotsbehörde                                   | Datum                                                                 | Nachweis                                    |
| --- | ----------------------------------------------------------------------------------- | ------------------------------------------------ | --------------------------------------------------------------------- | ------------------------------------------- |
| 1   | Kalifatstaat (35 Teilorganisationen)                                                | Bundesministerium des Innern                     | 8. Dezember 2001, 14. Dezember 2001, 13. Mai 2002, 16. September 2002 | [ 2 ]                                       |
| 2   | al-Aqsa e. V.                                                                       | Bundesministerium des Innern                     | 31. Juli 2002                                                         | [ 2 ]                                       |
| 3   | Hizb ut-Tahrir (HuT)                                                                | Bundesministerium des Innern                     | 10. Januar 2003                                                       | [ 2 ]                                       |
| 4   | Yeni Akit GmbH (Verlegerin der Anadolu'da Vakit)                                    | Bundesministerium des Innern                     | 22. Februar 2005                                                      | [ 2 ]                                       |
| 5   | YATIM-Kinderhilfe e. V.                                                             | Bundesministerium des Innern                     | 30. August 2005                                                       | [ 2 ]                                       |
| 6   | al-Manar TV                                                                         | Bundesministerium des Innern                     | 29. Oktober 2008                                                      | [ 2 ]                                       |
| 7   | Internationale Humanitäre Hilfsorganisation e. V. (IHH)                             | Bundesministerium des Innern                     | 23. Juni 2010                                                         | BAnz AT 14.05.2012 B1                       |
| 8   | Millatu Ibrahim                                                                     | Bundesministerium des Innern                     | 29. Mai 2012                                                          | BAnz AT 14.06.2012 B1                       |
| 9   | DawaFFM                                                                             | Bundesministerium des Innern                     | 25. Februar 2013                                                      | BAnz AT 13.03.2013 B2                       |
| 10  | DawaTeam Islamische Audios                                                          | Bundesministerium des Innern                     | 25. Februar 2013                                                      | BAnz AT 13.03.2013 B3                       |
| 11  | An-Nussrah                                                                          | Bundesministerium des Innern                     | 25. Februar 2013                                                      | BAnz AT 13.03.2013 B1                       |
| 12  | Waisenkinderprojekt Libanon e. V.                                                   | Bundesministerium des Innern                     | 2. April 2014                                                         | BAnz AT 08.04.2014 B1 BAnz AT 30.11.2015 B1 |
| 13  | Islamischer Staat                                                                   | Bundesministerium des Innern                     | 12. September 2014                                                    | BAnz AT 12.09.2014 B1                       |
| 14  | Tauhid Germany                                                                      | Bundesministerium des Innern                     | 26. Februar 2015                                                      | BAnz AT 26.03.2015 B1                       |
| 15  | Die wahre Religion (DWR)                                                            | Bundesministerium des Innern                     | 15. November 2016                                                     | BAnz AT 15.11.2016 B1                       |
| 16  | Hisbollah                                                                           | Bundesministerium des Innern, für Bau und Heimat | 30. April 2020                                                        | BAnz AT 30.04.2020 B1                       |
| 17  | Gib Frieden e. V., Menschen für Menschen e. V., Deutsche Libanesische Familie e. V. | Bundesministerium des Innern, für Bau und Heimat | 15. April 2021                                                        | BAnz AT 19.05.2021 B1                       |
| 18  | Ansaar International e. V.                                                          | Bundesministerium des Innern, für Bau und Heimat | 5. Mai 2021                                                           | BAnz AT 05.05.2021 B1                       |
| 19  | Samidoun                                                                            | Bundesministerium des Innern und für Heimat      | 2. November 2023                                                      | BAnz AT 02.11.2023 B12                      |
| 20  | HAMAS (Harakat al-Muqawama al-Islamiya)                                             | Bundesministerium des Innern und für Heimat      | 2. November 2023                                                      | BAnz AT 02.11.2023 B10                      |
| 21  | Islamisches Zentrum Hamburg e.V. und 5 Teilorganisationen                           | Bundesministerium des Innern und für Heimat      | 26. Juni 2024                                                         | BAnz AT 24.07.2024 B1                       |

## Länder
Die Liste zeigt die verbotenen islamistischen Vereinigungen auf Landesebene.
| Nr. | Organisation                                                  | Bundesland          | Verbotsbehörde                                                              | Datum              | Nachweis               |
| --- | ------------------------------------------------------------- | ------------------- | --------------------------------------------------------------------------- | ------------------ | ---------------------- |
| 1   | Multikulturhaus Ulm e.V.                                      | Bayern              | Bayerisches Staatsministerium des Innern                                    | 28. Dezember 2005  | [ 3 ]                  |
| 2   | Taiba, Arabisch-Deutscher Kulturverein e.V.                   | Hamburg             | Behörde für Inneres und Sport                                               | 28. Mai 2010       | BAnz AT 13.01.2017 B6  |
| 3   | Kultur- und Bildungszentrum Ingolstadt e.V.                   | Bayern              | Bayerisches Staatsministerium des Innern                                    | 17. September 2013 | BAnz AT 22.10.2013 B12 |
| 4   | Kultur & Familien Verein e.V.                                 | Bremen              | Senator für Inneres und Sport                                               | 21. November 2014  | BAnz AT 01.04.2015 B11 |
| 5   | Islamisches Bildungs- und Kulturzentrum Mesdschid Sahabe e.V. | Baden-Württemberg   | Ministerium des Inneren, für Digitalisierung und Kommunen Baden-Württemberg | 11. Dezember 2015  | BAnz AT 23.12.2015 B14 |
| 6   | Islamischer Förderverein Bremen e.V.                          | Bremen              | Senator für Inneres                                                         | 16. Februar 2016   | [ 4 ]                  |
| 7   | Fussilet 33                                                   | Berlin              | Senatsverwaltung für Inneres und Sport                                      | 20. Februar 2017   | BAnz AT 28.02.2017 B1  |
| 8   | Deutschsprachiger Islamkreis Hildesheim e.V. (DIK Hildesheim) | Niedersachsen       | Niedersächsisches Ministerium für Inneres und Sport                         | 7. März 2017       | BAnz AT 23.03.2017 B8  |
| 9   | Almadinah Islamischer Kulturverein e.V.                       | Hessen              | Hessisches Ministerium des Innern und für Sport                             | 16. März 2017      | BAnz AT 11.05.2017 B9  |
| 10  | Jama’atu Berlin (Tauhid Berlin)                               | Berlin              | Senatsverwaltung für Inneres und Sport                                      | 29. Januar 2021    | BAnz AT 25.02.2021 B1  |
| 11  | Islamischer Kulturverein Nuralislam e.V.                      | Nordrhein-Westfalen | Ministerium des Innern des Landes Nordrhein-Westfalen                       | 24. Februar 2022   | BAnz AT 10.03.2022 B1  |
| 12  | Fatime Versammlung e.V. (Imam Mahdi Zentrum)                  | Nordrhein-Westfalen | Ministerium des Innern des Landes Nordrhein-Westfalen                       | 1. März 2022       | BAnz AT 17.03.2022 B1  |
| 13  | Al-Mustafa Gemeinschaft e. V. (Al-Mustafa Pfadfinder Bremen)  | Bremen              | Senator für Inneres                                                         | 1. März 2022       | BAnz AT 25.03.2022 B14 |
| 14  | Deutschsprachige Muslimische Gemeinschaft e.V. (DMG)          | Niedersachsen       | Niedersächsisches Ministerium für Inneres und Sport                         | 12. Juni 2024      | BAnz AT 12.06.2024 B1  |
| 15  | Islamisches Zentrum Fürstenwalde Al Salam e. V.               | Brandenburg         | Ministerium des Innern und für Kommunales des Landes Brandenburg            | 3. September 2024  | BAnz AT 12.09.2024 B1  |